# Cratojoppa maculiceps
Cratojoppa maculiceps är en stekelart som beskrevs av Cameron 1903. Cratojoppa maculiceps ingår i släktet Cratojoppa och familjen brokparasitsteklar. Inga underarter finns listade i Catalogue of Life.